# Чарлі Гардінер
Чарлі Гардінер (англ. Charlie Gardiner; 31 грудня 1904, Единбург — 13 червня 1934 Вінніпег) — канадський хокеїст, що грав на позиції воротаря.
Член Зали слави хокею з 1945 року. Володар Кубка Стенлі. Провів понад 300 матчів у Національній хокейній лізі.

## Ігрова кар'єра
Хокейну кар'єру розпочав 1921 року.
Усю професійну клубну ігрову кар'єру, що тривала 8 років, провів, захищаючи кольори команди «Чикаго Блек Гокс» (НХЛ).
Загалом встиг провести 337 матчів у НХЛ, включаючи 21 гру плей-оф Кубка Стенлі.

## Нагороди та досягнення
- Трофей Везіни — 1932, 1934.
- Перша команда всіх зірок НХЛ — 1931, 1932, 1934.
- Друга команда всіх зірок НХЛ — 1933.
- Володар Кубка Стенлі в складі «Бостон Брюїнс» — 1934.
- Під 76-м номером входить до списку найкращих гравців НХЛ за версією журналу The Hockey News (1997).

## Хвороба і смерть
Протягом сезону 1932/33 в Чарлі розвивалась хвороба мигдаликів.
У січні 1934 Гардінер відчув сильний біль у горлі, який поширився на решту його тіла, зокрема нирки. Цього місяця в нього вперше зафіксували уремію. Воротар дограв той сезон незважаючи на температуру понад 38°С, зокрема за такої температури він відіграв матч 29 березня 1934 року проти «Монреаль Марунс» в якому «яструби» здобули перемогу 3:0.
На початку червня того ж року він впав у кому. Помер Чарлі у віці 29 років, в середу, 13 червня від крововиливу в мозок, викликаного інфекцією.

## Статистика
| Сезон        | Клуб               | Ліга         | Регулярний сезон | Регулярний сезон | Регулярний сезон | Регулярний сезон | Регулярний сезон | Регулярний сезон | Регулярний сезон | Регулярний сезон | Плей-оф | Плей-оф | Плей-оф | Плей-оф | Плей-оф | Плей-оф | Плей-оф | Плей-оф |
| Сезон        | Клуб               | Ліга         | І                | В                | П                | Н                | Хв               | ПГ               | ІБГ              | ПГГ              | І       | В       | П       | Н       | Хв      | ПГ      | ІБГ     | ПГA     |
| ------------ | ------------------ | ------------ | ---------------- | ---------------- | ---------------- | ---------------- | ---------------- | ---------------- | ---------------- | ---------------- | ------- | ------- | ------- | ------- | ------- | ------- | ------- | ------- |
| 1921–22      | «Вінніпег Тайгерс» | МЮХЛ         | 1                | 0                | 1                | 0                | 60               | 6                | 0                | 6.00             | —       | —       | —       | —       | —       | —       | —       | —       |
| 1922–23      | «Вінніпег Тайгерс» | МЮХЛ         | 6                | —                | —                | —                | 370              | 19               | 0                | 3.08             | —       | —       | —       | —       | —       | —       | —       | —       |
| 1923–24      | «Вінніпег Тайгерс» | МЮХЛ         | —                | —                | —                | —                | —                | —                | —                | —                | 1       | 1       | 0       | 0       | 60      | 0       | 1       | 0.00    |
| 1924–25      | «Селкірк Фішермен» | МХЛ          | 18               | —                | —                | —                | 1080             | 33               | 2                | 1,83             | 2       | 0       | 2       | 0       | 120     | 6       | 0       | 3.00    |
| 1925–26      | «Вінніпег Марунс»  | CHL          | 38               | —                | —                | —                | 2280             | 82               | 6                | 2.16             | 5       | —       | —       | —       | 300     | 10      | 1       | 2.00    |
| 1926–27      | «Вінніпег Марунс»  | АХА          | 36               | 17               | 14               | 5                | 2203             | 77               | 6                | 2.14             | 3       | 0       | 3       | 0       | 180     | 8       | 0       | 2.67    |
| 1927–28      | «Чикаго Блек Гокс» | НХЛ          | 40               | 6                | 32               | 2                | 2420             | 114              | 3                | 2.83             | —       | —       | —       | —       | —       | —       | —       | —       |
| 1928–29      | «Чикаго Блек Гокс» | НХЛ          | 44               | 7                | 29               | 8                | 2758             | 85               | 5                | 1.85             | —       | —       | —       | —       | —       | —       | —       | —       |
| 1929–30      | «Чикаго Блек Гокс» | НХЛ          | 44               | 21               | 18               | 5                | 2750             | 111              | 3                | 2.42             | 2       | 0       | 1       | 1       | 172     | 3       | 0       | 1.05    |
| 1930–31      | «Чикаго Блек Гокс» | НХЛ          | 44               | 24               | 17               | 3                | 2710             | 78               | 12               | 1.73             | 9       | 5       | 3       | 1       | 638     | 14      | 2       | 1.32    |
| 1931–32      | «Чикаго Блек Гокс» | НХЛ          | 48               | 18               | 19               | 11               | 2989             | 92               | 4                | 1.85             | 2       | 1       | 1       | 0       | 120     | 6       | 1       | 3.00    |
| 1932–33      | «Чикаго Блек Гокс» | НХЛ          | 48               | 16               | 20               | 12               | 3010             | 101              | 5                | 2.01             | —       | —       | —       | —       | —       | —       | —       | —       |
| 1933–34      | «Чикаго Блек Гокс» | НХЛ          | 48               | 20               | 17               | 11               | 3050             | 83               | 10               | 1.63             | 8       | 6       | 1       | 1       | 542     | 12      | 2       | 1.33    |
| Усього в НХЛ | Усього в НХЛ       | Усього в НХЛ | 316              | 112              | 152              | 52               | 19687            | 664              | 42               | 2.02             | 21      | 12      | 6       | 3       | 1472    | 35      | 5       | 1.43    |